# Rigmor og Carl Holst-Knudsens Videnskabspris
Rigmor og Carl Holst-Knudsens Videnskabspris er en dansk forskningspris. Prisen blev stiftet 28. maj 1956 på landsretssagfører Carl Holst-Knudsens 70-års fødselsdag i anledning at han fratrådte som formand for bestyrelsen for Aarhus Universitet som dengang var en selvejende institution.
Prisen uddeles så vidt muligt 28. maj hvert år til en dansk forsker der har arbejdet i tilknytning til Aarhus Universitet, og som har haft betydelige videnskabelige resultater der giver løfter for det fremtidige arbejde. Prisen blev første gang uddelt i 1958 og var dengang på 10.000 kr. I 2021 var prisen vokset til 100.000 kr.

## Modtagere af prisen
Modtagerne af prisen er:
- 2022: Søren Riis Paludan
- 2021: Preben Bo Mortensen
- 2019: Ann Wenzel
- 2018: Jørgen Christensen-Dalsgaard
- 2018: Annette Vissing-Jørgensen
- 2017: Niels Ole Bubandt
- 2017: Bo Ernø Honoré
- 2016: Karl Anker Jørgensen
- 2016: Torben Iversen
- 2015: Jens Kehlet Nørskov
- 2015: Jens Overgaard
- 2014: Marie Louise Stig Sørensen
- 2014: Ole Barndorff-Nielsen
- 2013: Bo Barker Jørgensen
- 2013: Torben G. Andersen
- 2012: Oluf Borbye Pedersen
- 2012: Timo Teräsvirta
- 2011: Lise Hannestad
- 2011: Flemming Besenbacher
- 2010: Bjarne Stroustrup
- 2010: Poul Nissen
- 2009: Jens F. Rehfeld
- 2009: Bo Brummerstedt Iversen
- 2008: Lene Hau
- 2008: Andreas Roepstorff
- 2008: Tim Bollerslev
- 2007: Dorthe Berntsen
- 2006: Maria Fabricius Hansen
- 2005: Lars Albinus
- 2004: Klaus Mølmer
- 2002: Jens Christian Djuurhus
- 2001: Niels Haldrup
- 2000: Peter Bugge
- 1998: Jes Madsen
- 1996: Hans Jørgen Lundager Jensen
- 1994: Vibeke E. Hjortdal
- 1993: Peter Nannestad
- 1992: Uffe Østergaard
- 1991: Niels Peter Revsbech
- 1990: Jan Lindhardt
- 1989: Thomas Ternowitz
- 1988: Jørgen Graversen
- 1987: Flemming Mouritsen
- 1986: Poul Jørgensen
- 1986: Hans-Jørgen Schanz
- 1986: Peter Leth Jørgensen
- 1986: Torben M. Andersen
- 1986: Jens Holger Schjørring
- 1984: Johannes Klitgaard Jakobsen
- 1982: Ib Madsen
- 1980: Erik Damgaard
- 1978: Stig Jørgensen
- 1976: Tage Hjort
- 1974: Kjell Johansen
- 1972: Johan Fjord Jensen
- 1970: Anders Pontoppidan Thyssen
- 1968: Flemming Kissmeyer-Nielsen
- 1966: Poul Meyer
- 1965: Jens Lindhard
- 1962: Chr. Overgaard Nielsen
- 1960: Ad. Stender-Petersen
- 1958: Johannes Sløk